# Grand Prix USA 1959
Grand Prix USA 1959 byl závod Formule 1, který se konal 12. prosince 1959 v Sebring Raceway.

## Výsledky

### Závod
- 12. prosinec 1959
- Okruh Sebring Raceway
- 42 kol x 8,369 km = 351,498 km
- 84. Grand Prix
- 1. vítězství Bruce McLarena
- 7. vítězství pro Cooper

### Pořadí v cíli
| Pozice | Jezdec               | Vůz           | Čas           |
| ------ | -------------------- | ------------- | ------------- |
| 1      | Bruce McLaren        | Cooper T51    | 2h12:35,7     |
| 2      | Maurice Trintignant  | Cooper T51    | á 0:00:6      |
| 3      | Tony Brooks          | Ferrari D246  | á 3:00:9      |
| 4      | Jack Brabham         | Cooper T51    | á 4:57:3      |
| 5      | Innes Ireland        | Lotus 16      | á 3 kola      |
| 6      | Wolfgang von Trips   | Ferrari D246  | á 4 kola      |
| 7      | Harry Blanchard      | Porsche RSK   | á 4 kola      |
| Kolo   | Odstoupili           | -             | -             |
| 23     | Cliff Allison        | Ferrari D246  | Spojka        |
| 23     | Roy Salvadori        | Cooper T45    | Rozvody       |
| 20     | Rodger Ward          | Kurtis Midget | Spojka        |
| 13     | Alessandro De Tomaso | Cooper T43    | Brzdy         |
| 8      | Phil Hill            | Ferrari D246  | Spojka        |
| 6      | Fritz ď Orey         | Tec Mec F415  | únik oleje    |
| 5      | Stirling Moss        | Cooper T51    | Rozvody       |
| 5      | Harry Schell         | Cooper T51    | Spojka        |
| 5      | George Constantine   | Cooper T51    | Přehřátí      |
| 2      | Alan Stancey         | Lotus 16      | Spojka        |
| 0      | Bob Said             | Connaught C   | Nehoda        |
| 0      | Phil Cade            | Maserati 250F | Neodstartoval |
| -      | Nestartovali         | -             | -             |
| -      | Ettore Chimeri       | Maserati 250F | -             |

### Nejrychlejší kolo
- Maurice TRINTIGNANT Cooper Climax 3:05,0 162,856 km/h

### Vedení v závodě
- 1-5 kolo Stirling Moss
- 6-41 kolo Jack Brabham
- 42 kolo Bruce McLaren

### Postavení na startu
| 1. řada | 3            |                     | 2             |                      | 1                  |
|         | Harry Schell |                     | Jack Brabham  |                      | Stirling Moss      |
|         | Cooper       |                     | Cooper        |                      | Cooper             |
|         | 3'05.2       |                     | 3'03.0        |                      | 3'00.0             |
| 2. řada |              | 5                   |               | 4                    |                    |
|         |              | Maurice Trintignant |               | Tony Brooks          |                    |
|         |              | Cooper              |               | Ferrari              |                    |
|         |              | 3'06.0              |               | 3'05.9               |                    |
| 3. řada | 8            |                     | 7             |                      | 6                  |
|         | Phil Hill    |                     | Cliff Allison |                      | Wolfgang von Trips |
|         | Ferrari      |                     | Ferrari       |                      | Ferrari            |
|         | 3'07.2       |                     | 3'06.8        |                      | 3'06.2             |
| 4. řada |              | 10                  |               | 9                    |                    |
|         |              | Bruce McLaren       |               | Innes Ireland        |                    |
|         |              | Cooper              |               | Lotus                |                    |
|         |              | 3'08.6              |               | 3'08.2               |                    |
| 5. řada | 13           |                     | 12            |                      | 11                 |
|         | Bob Said     |                     | Alan Stacey   |                      | Roy Salvadori      |
|         | Connaught    |                     | Lotus         |                      | Cooper             |
|         | 3'27.3       |                     | 3'13.8        |                      | 3'12.0             |
| 6. řada |              | 15                  |               | 14                   |                    |
|         |              | George Constantine  |               | Alessandro De Tomaso |                    |
|         |              | Cooper              |               | Cooper               |                    |
|         |              | 3'30.6              |               | 3'28.0               |                    |
| 7. řada | 18           |                     | 17            |                      | 16                 |
|         | Phil Cade    |                     | Fritz d'Orey  |                      | Harry Blanchard    |
|         | Maserati     |                     | Tec-Mec       |                      | Porsche            |
|         | 3'39.0       |                     | 3'33.4        |                      | 3'32.7             |
| 8. řada |              |                     |               | 19                   |                    |
|         |              |                     |               | Rodger Ward          |                    |
|         |              |                     |               | Kurtis Kraft         |                    |
|         |              |                     |               | 3'43.8               |                    |

### Zajímavosti
- Vůz Jacka Brabhama zastavil 800 m před cílem z první pozice, Brabham svůj vůz dotlačil na 4 místě což mu zajistilo titul mistra světa.
- V závodě debutovali: Bob Said, George Constantine, Harry Blanchard a Phil Cade
- Poprvé se ve světě formule 1 objevil vůz Tec Mec.
- Poprvé se představily nové modely Conaught C, Kurtis Midget, Tec Mec F415
- Vozy se startovním číslem 1 a 5 absolvovaly 25. GP.
- Vozy se startovním číslem 10, 16 a 6 absolvovaly 75. GP
- Jack Brabham startoval ve své 25 GP
- 10 GP absolvoval Porsche i Rodger Ward
- První nejrychlejší kolo v kariéře zajel Maurice Trintignant

### Stav MS
- Zelená - vzestup
- Červená - pokles

| *  | Jezdec              | Body |
| -- | ------------------- | ---- |
| 1  | Jack Brabham        | 31   |
| 2  | Tony Brooks         | 27   |
| 3  | Stirling Moss       | 25,5 |
| 4  | Phil Hill           | 20   |
| 5  | Maurice Trintignant | 19   |
| 6  | Bruce McLaren       | 16,5 |
| 7  | Dan Gurney          | 13   |
| 8  | Jo Bonnier          | 10   |
| 9  | Masten Gregory      | 10   |
| 10 | Rodger Ward         | 8    |
| 11 | Jim Rathmann        | 6    |
| 12 | Johnny Thomson      | 5    |
| 13 | Innes Ireland       | 5    |
| 14 | Harry Schell        | 5    |
| 15 | Olivier Gendebien   | 3    |
| 16 | Tony Bettenhausen   | 3    |
| 17 | Cliff Allison       | 2    |
| 18 | Jean Behra          | 2    |
| 19 | Paul Goldsmith      | 2    |

| * | Vůz     | Body |
| - | ------- | ---- |
| 1 | Cooper  | 40   |
| 2 | Ferrari | 32   |
| 3 | BRM     | 18   |
| 4 | Lotus   | 5    |